# Remo Teglia
Remo Teglia (Altopascio, 9 marzo 1913 – Altopascio, 22 maggio 1975) è stato un medico e scrittore italiano.
Visse sempre della sua professione di medico, professione che lo aveva portato come ufficiale a seguire le truppe italiane in Albania e Macedonia nel corso della II Guerra Mondiale. L'esperienza bellica si riversò nel primo romanzo, Mala Castra, che fu pubblicato nel 1965 dalla casa editrice Einuaidi che pubblicò anche il suo secondo romanzo, La ballata del mezzadro del 1971 e l'ultimo, Terra e ghiaie del 1973.

## Opere
- Mala castra, Torino, Einaudi, 1965; Avagliano, Roma 2014.
- La ballata del mezzadro, Torino, Einaudi, 1971.
- Terra e ghiaie, Torino, Einaudi, 1973.

| Controllo di autorità | VIAF (EN) 198890630 · ISNI (EN) 0000 0003 5744 9258 · GND (DE) 1068733160 |